# かわらけ

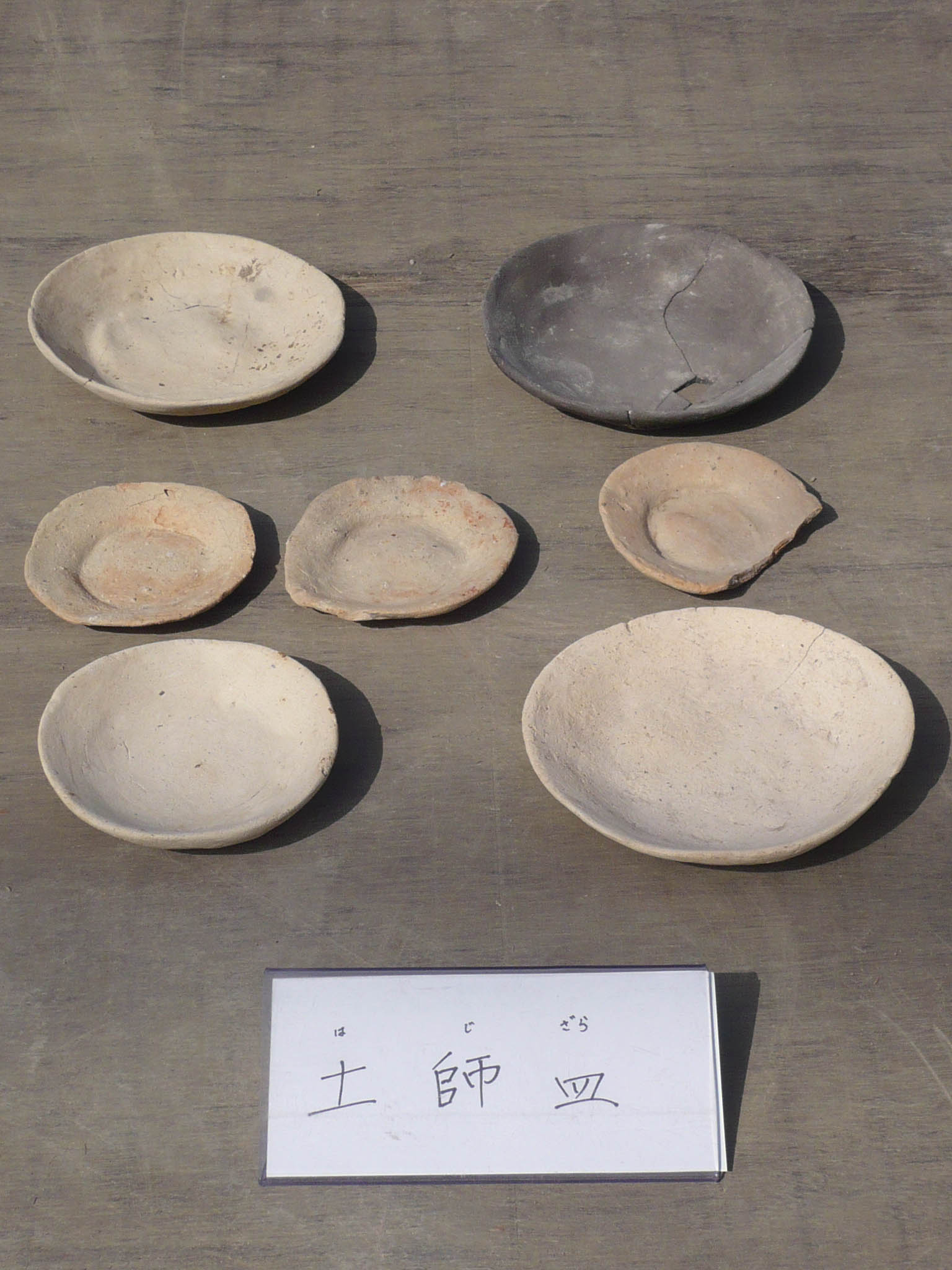
奈良県大和郡山市筒井城出土のかわらけ（土師皿）

かわらけ（カワラケ、漢字表記は「土器」）は、日本の中世から近世（平安時代末 - 江戸時代）にかけて製作・使用された素焼きの土器。その中でも特に碗・皿形の小型器種を指す語である。古墳時代以来の土師器の系統に連なるため、土師質土器（の碗・皿）や中世土師器などとも呼ばれる。

## 概要
江戸時代の山岡浚明による百科事典『類聚名物考』（巻256・調度部121、1753年から1779年にかけて執筆）によると「土器：かわらけハ瓦笥（カワラ・ケ）なり。薬（釉薬）かけて焼たるを陶器・瓦器ともいひ、素焼を土器といふなり。後世ハおおくハ訓（訓読み）にいわで音（音読み）を用ひてどきといへるなり」とあり、古来は素焼きの土器全般を「カワラケ」と呼んでいたと考えられている。『大鏡』にある逸話で、村上天皇から厚い寵愛を受ける女御の芳子に嫉妬した中宮・安子が、芳子に向かって投げつけた土器片も「かはらけ」と読まれている。
現代の、特に考古学の世界では、遺跡から出土する土師器系統の小型の皿形・碗形の中世土器に対する用語として使われるようになっている。これらは、口縁部の径が7-8センチメートルから15センチメートルほどの小型の皿が多く、京都産のものは手捏ね（てづくね）で作られたが、その周辺や東日本などでは轆轤成形で作られたものがある。公家や武士などの上級官人の館において、饗宴の席や儀式・儀礼の場で食器または灯明皿として大量に使用され、使い終わると短期間で一括廃棄されたと考えられている。現代の宴会における紙皿や紙コップのような扱いだったともいえる。

## 遺構
中世の豪族居館跡などの遺跡からは、上記のように饗応の席などで使われたと見られるかわらけが一括廃棄された遺構が見つかることがあり、「かわらけだまり（土器溜まり）」と呼ばれる。

## 隠語
女性の陰部に陰毛が生えていないことや、そうした女性（いわゆるパイパン）を指す隠語として、古くは「かわらけ」が用いられた。

## 関連文献
- 中井淳史『中世かわらけ物語-もっとも身近な日用品の考古学』歴史文化ライブラリー 吉川弘文館、2021年12月 ISBN　9784642059404